# Franciszek Herbich
Franciszek Herbich, niem. Franz Herbich (ur. 8 maja 1791 w Wiedniu, zm. 9 września 1865 w Krakowie) – botanik, lekarz i balneolog, członek (od 1863) Towarzystwa Naukowego Krakowskiego. 

## Życiorys
W latach 1809–1845 służył w wojsku austriackim, od 1818 był lekarzem wojskowym. Badał m.in. florę Francji i Włoch; stacjonował m.in. w Tarnowie, Niepołomicach, Stanisławowie, Czerniowcach, gdzie zamieszkał na stałe.
Od 1856 zamieszkał na stałe w Krakowie, gdzie zajmował się botaniką, podróżując stale po Karpatach. Trzykrotnie odwiedził Tatry i Pieniny (1829, 1830, 1832). W 1832 r. podjął nieudaną próbę wejścia na Mięguszowiecki Szczyt.
Inicjator (1863) zorganizowania Komisji Fizjograficznej Towarzystwa Naukowego Krakowskiego.
W swoim głównym dziele Flora der Bucowina (1858) opisał 23 nowe gatunki roślin. Naukowo zajmował się głównie botaniką, pisał też o źródłach leczniczych w Szczawnicy.
Jego syn, również Franciszek (Franz) Herbich (1821–1887), był geologiem.